# Lago Ėl'ton
Il lago Ėl'ton (russo Эльтон, in tataro Aлтaн Altan) è un lago salato della Russia, situato nella depressione caspica. Amministrativamente si trova nel rajon Pallasovskij dell'oblast' di Volgograd, non molto distante dal confine con il Kazakistan.

## Caratteristiche
È il più grande lago minerale della regione e uno dei più mineralizzati al mondo. Il livello di altitudine è di 15 metri sotto il livello del mare. L'acqua contiene l'alga Dunaliella salina, che conferisce al lago una tonalità rossastra. Sul fondo del lago ci sono depositi di sali (principalmente NaCl, KCl) e sotto di essi uno strato di fango minerale di idrogeno solforato. A una distanza di 3 km dal sanatorio si trova la sorgente minerale «Smorogdinskij».

## Ambiente
Il lago svolge un ruolo importante come luogo di sosta durante la migrazione autunnale degli uccelli migratori, in particolare trampolieri e gru. Nel 2001 il lago e i territori adiacenti delle steppe vergini (106 000 ettari) sono stati inclusi nel parco naturale «Ėl'tonskij».

## Storia
Già al tempo di Ivan il Terribile, dopo la conquista del Khanato di Astrachan', nei laghi salati di quei luoghi iniziò una regolare estrazione del sale. Lo sviluppo più attivo dell'estrazione si ebbe durante il periodo dell'imperatrice Elisabetta di Russia. Dal 1865, l'estrazione del sale statale fu interrotta e consegnata a imprenditori privati e fu interrotta alla fine del 1880. Dal 1910 sul lago esiste una stazione di fanghi e balneoterapia. Dal 1945, 6 km a est del lago, nel villaggio di Ėl'ton, è operativo un sanatorio.

## Collegamenti esterni

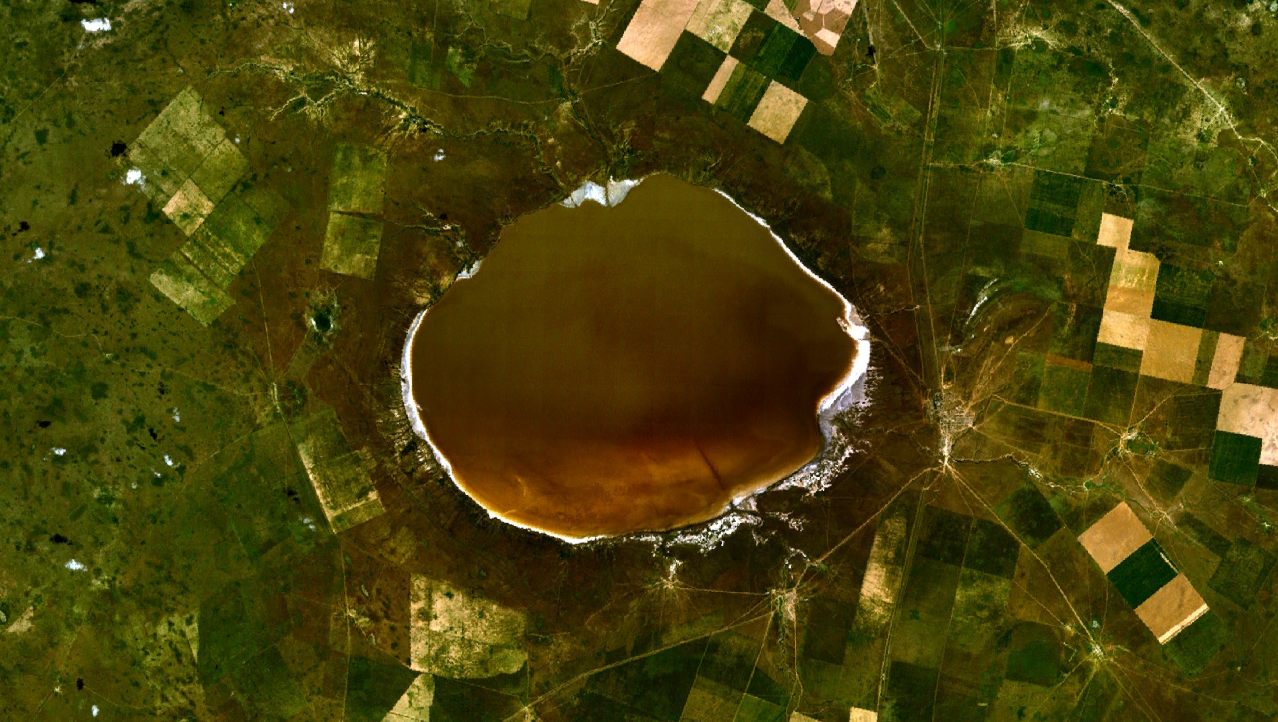
Veduta del lago dal satellite